# Hawker Horsley
L'Hawker Horsley fu un biplano bombardiere medio monomotore, realizzato dalla Hawker Aircraft negli anni venti del secolo scorso. Fu l'ultimo aereo realizzato completamente in legno dalla Hawker e venne utilizzato come bombardiere diurno e aerosilurante dalla RAF dal 1926 al 1935. Servì anche nelle marine di Grecia e Danimarca.

## Storia del progetto
L'Horsley (nome che deriva da Horsley Towers, residenza di Sir Thomas Sopwith) fu in origine progettato per assecondare la direttiva 26/23 emessa dall'Air Ministry che richiedeva la creazione di un bombardiere diurno equipaggiato con un singolo motore Rolls-Royce Condor. Mentre la richiesta 26/23 specificava che l'aereo doveva essere realizzato completamente in metallo, la Hawker propose un prototipo realizzato interamente in legno e dichiarando che, in fase di produzione, si sarebbe passati ad un velivolo in metallo. L'Air Ministry considerò accettabile tale condizione e ordinò la realizzazione di un singolo prototipo in legno. L'aereo volò la prima volta nel marzo del 1925 equipaggiato con un motore Condor III e fu spedito all'Aeroplane and Armament Experimental Establishment nella base di Martlesham Heath il 4 maggio 1925.
Nel frattempo l'Air Ministry riconsiderò le richieste alla base della direttiva 26/23, generando la 23/25 che esigeva una capacità doppia nel trasporto ordigni (due bombe da 250 kg). Nello stesso tempo fu emessa la direttiva 24/25 che richiedeva la realizzazione di un aereo in grado di trasportare un siluro da 975 kg (2.150 lb). A questo punto l'Horsley, grazie alla sua elevata capacità di carico, era in grado di soddisfare entrambe le richieste e venne favorito dalla Royal Air Force che commissionò un ordine iniziale di quaranta esemplari, composto da 10 velivoli interamente in legno (Mk I) e i restanti in costruzione mista legno/metallo (Mk II).

## Tecnica
L'Horsley era un grande biplano con una configurazione a doppio montante. Ospitava un equipaggio di due persone, il pilota e l'artigliere che aveva anche compiti di bombardiere e operatore radio ed era in posizione prona per essere avvantaggiato nelle fasi di bombardamento. Inoltre la cabina posteriore era equipaggiata anche con doppi comandi. Il vano del carico poteva ospitare due bombe da 250 kg (551 lb) o una bomba da 680 kg (1.500 lb) oppure ancora un singolo siluro da 1.270 kg (2.800 lb).
La realizzazione era in origine tutta in legno, ma prima che la produzione finisse fu convertita completamente in metallo, tale sistema di costruzione divenne in futuro molto famoso e caratteristico della Hawker stessa. In via non ufficiale, le diverse versioni dell'aereo vennero ribattezzate: Horsley Mk I velivolo completamente in legno, Horsley Mk II con costruzione mista e Horsley Mk III interamente in metallo. Alcuni mezzi furono anche equipaggiati con galleggianti per un uso anfibio.

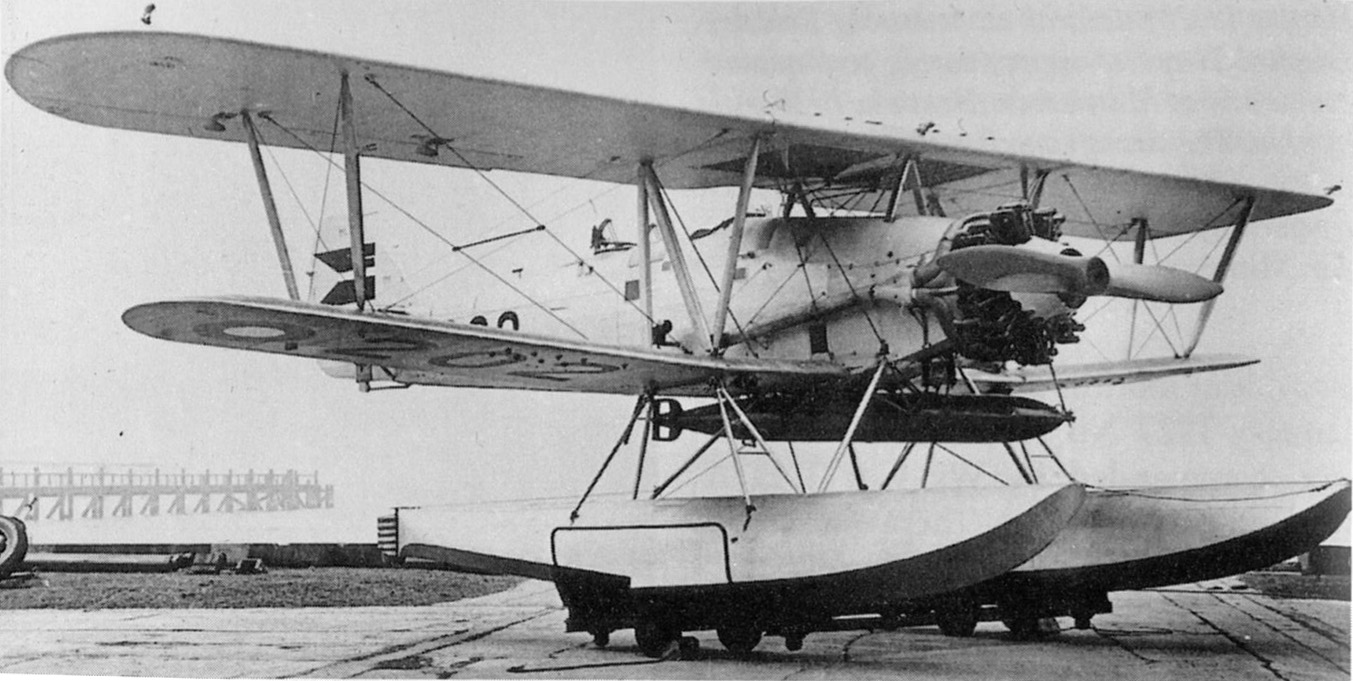
Hawker Dantorp.

Due aerei, equipaggiati con motori Leopard II, vennero venduti al governo danese e sono conosciuti con il nome di Hawker Dantorp e possedevano una fusoliera leggermente modificata in grado di ospitare un terzo passeggero. La Danimarca acquistò inoltre la licenza per la produzione di altri 10 velivoli da costruire nei cantieri navali reali danesi (Orlogsvaerftet), tali mezzi però non vennero mai realizzati per mancanza di fondi.
La versione in produzione fu equipaggiata con il motore Condor IIIA, ma l'aereo venne utilizzato anche per testare altri motori tra i quali il Napier Lion, il Rolls-Royce Buzzard, il Rolls-Royce Eagle, il motore radiale Armstrong Siddeley Leopard, il motore diesel Junkers Jumo 205 e le prime versioni del Rolls-Royce Merlin.

## Impiego operativo
Il primo aereo fu consegnato al 100º squadrone bombardieri della RAF nel settembre del 1927, mentre altri due squadroni, il 15° e l'11°, ricevettero i nuovi aerei entro la fine dell'anno per rimpiazzare i Fairey Fawn. Infatti l'Horsley garantiva prestazioni superiori ai Fawn in quanto trasportava il triplo del carico di questi su distanze più grandi e con maggior velocità e maneggevolezza e per questo fu molto popolare tra i piloti.
Nell'ottobre del 1928 fu istituito il 36º squadrone RAF di stanza a Donibristle, Scozia con compiti di siluramento navale ed equipaggiato con l'Horsley. Nel 1930 fu trasferito a Singapore dove contribuì a reprimere una ribellione in Birmania. Sempre nel 1930 il 100º squadrone fu convertito al siluramento navale per sopperire al basso livello di difesa nazionale.
L'Horsley fu utilizzato anche in un volo non-stop verso l'India, ma per questo venne leggermente modificato per trasportare molto più carburante. Decollò dalla base aerea RAF di Cranwell il 20 maggio del 1927 con a bordo il pilota luogotenente Roderick Carr e Gillmann. Rimase a corto di carburante durante il volo e ammarò nel Golfo Persico, vicino a Bandar Abbas, Iran. Nonostante ciò fu coperta una distanza di 3.420 miglia (5.506 chilometri), che fu sufficiente per stabilire un nuovo record mondiale di distanza, record che fu però battuto dopo poche ore da Charles Lindbergh con il suo famoso volo tra New York e Parigi a bordo del Spirit of St. Louis.
L'Horsley rimase in servizio come bombardiere diurno fino al marzo del 1934, quando gli aerei del 504º squadrone RAF furono sostituiti con i nuovi Westland Wallace. Il 36º squadrone di stanza a Singapore mantenne gli Horsley come aerosiluranti fino al luglio del 1935. L'ultimo Horsley, equipaggiato con il motore Merlin per dei test, volò per l'ultima volta a Farborough il 7 marzo del 1938.
In totale furono costruiti 124 esemplari di Horsley, contando anche i sei consegnati alla marina greca e i due alla Danimarca.

## Utilizzatori
Danimarca
- Marinens Flyvevæsen

 Grecia
- Aviazione navale greca

 Regno Unito
- Royal Air Force

### Pubblicazioni
- Jarrett, Philip. "By Day and By Night: Hawker Horsley part 1". Aeroplane Monthly, Volume 21 No 10, Issue 246, October 1993. pp. 32–40.
- Thetford, Owen."By Day and By Night: Hawker Horsley part 2". Aeroplane Monthly, Volume 21 No 11, Issue 246, November 1993. pp. 24–30.